# 759
759(칠백오십구)는 758보다 크고 760보다 작은 자연수다.

## 수학
- 합성수로, 그 약수는 1, 3, 11, 23, 33, 69, 253, 759다. 진약수의 합은 393이므로, 759는 부족수다.
- 99번째 쐐기수다. 앞의 쐐기수는 754, 다음 쐐기수는 762이다.
  - 30번째 홀수 쐐기수다. 앞의 홀수 쐐기수는 741, 다음은 777이다.
- {\displaystyle 759=139+149+151+157+163}
  - 연속하는 소수(素數) 5개의 합으로 나타낼 수 있는 수다. 이 성질을 지닌 앞의 수는 733, 다음 수는 787이다.
- {\displaystyle 70^{5}-1}은 759로 나누어떨어진다.

## 과학
- NGC 759(영어판): 안드로메다자리 방향에 있는 타원은하.
- 759 비니페라(영어판): 소행성.

## 교통

### 철도
- 서울 지하철 7호선 부평구청역의 역번호.

### 도로
- 현도 제759호선

## 군사
- 759 해군 항공대(영어판): 과거 존재한 영국의 해군 항공대.
- U-759(영어판): 제2차 세계 대전에 사용된 나치 독일의 군용 잠수함.

## 문화유산
- 대한민국의 보물 제759호: 대불정여래밀인수증료의제보살만행수능엄경

## 기타
- 연도: 759년, 기원전 759년